# Karen Dolva
Karen Marcussen Dolva (* 1990) ist eine norwegische Unternehmerin. Sie ist Mitbegründerin und CEO des Unternehmens „No Isolation“.

## Leben
Karen Dolva studierte Informatik und Interaktionsdesign an der Universität Oslo. Nach ihrem Abschluss war sie für das „StartupLab“, ein technologieorientiertes Gründerzentrum in Oslo, tätig. Später war sie Mitbegründerin des Beratungsunternehmens „UX Lab“. Im Oktober 2015 gründete sie mit Marius Abel und Matias Doyle das Unternehmen „No Isolation“ und fungiert seitdem als dessen CEO. Das Unternehmen entwickelt und vermietet Telepräsenzroboter, die es kranken Kindern ermöglichen sollen, am Schulunterricht teilzunehmen. Der Prototyp dazu wurde im Februar 2016 getestet.
Das Unternehmen und Dolva in ihrer Funktion als Gründerin und CEO von „No Isolation“ erhielt nach der Vorstellung des Roboters in Norwegen größere mediale Aufmerksamkeit. So besuchte im Sommer 2016 Gesundheitsminister Bent Høie das Unternehmen, und Dolva trat beispielsweise im Jahr 2019 bei der norwegischen Talkshow Lindmo auf. Nach dem Telepräsenzroboter folgte das Projekt „Komp“, mit welchem es älteren Menschen erleichtert werden soll, Kontakt zu anderen Personen aufzunehmen. Beide Produkte erhielten in Folge der COVID-19-Pandemie erneut verstärkte mediale Aufmerksamkeit.

## Auszeichnungen
- 2018 erhielt Dolva den mit 20.000 Euro dotierten Preis „Women Innovators“ in der Kategorie „Rising Innovators“ der Europäischen Kommission, mit dem außergewöhnliche Unternehmerinnen unter 30 Jahren ausgezeichnet werden.[11]
- Forbes zählte sie im Jahr 2019 zu einer der 50 weltweit führenden Frauen in der Technologie.[12]
- Im November 2020 wurde Dolva in der 100-Women-2020-Liste der BBC aufgeführt,[13] weil sie es sich mit ihrem Unternehmen „No Isolation“ zur Aufgabe gemacht hat, Menschen zu helfen, mit dem Gefühl der „Lockdown-Einsamkeit“ umzugehen.[14]